# گیم‌ورکس
گیم‌ورکس (به انگلیسی: GameWorks) زنجیره‌ای از مراکز سرگرمی که در ابتدا در یک سرمایه‌گذاری مشترک بین‌ سگا، دریم‌ورکس و یونیورسال استودیوز تأسیس شد. این اماکن شامل بازی‌های ویدئویی، بارها و رستوران های متنوع بود. 
این مکان‌ها دارای مجموعه وسیعی از بازی‌های ویدیویی، علاوه بر بارها و رستوران‌های با خدمات کامل بودند.
در ۲۴ دسامبر ۲۰۲۱، گیم‌ورکس با اشاره به مشکلات مالی ناشی از شیوع ویروس کرونا اعلام کرد که تمام مکان‌های باقی‌مانده خود را می‌بندد.